# Dendrologie
Die Dendrologie (altgriechisch δένδρον dendron ‚Baum‘ und -logie) ist die Lehre von den Bäumen und Gehölzen (Gehölzkunde). Sie beschäftigt sich als Teilgebiet der Botanik mit verholzenden Pflanzen, insbesondere Bäumen, Sträuchern und verschiedenen Kletterpflanzen.

## Klassifikation
Die Dendrologie lässt sich unter Botanik einordnen und grob in die Gebiete verholzende Pflanzen, Sträucher und Kletterpflanzen einteilen. Da die verholzenden Pflanzen auf sehr verschiedene Taxa (Untergruppen) verteilt sind und andererseits in einzelnen Gattungen verholzende neben nicht verholzenden Pflanzen bestehen, ist der Nutzen einer strengen dendrologischen Klassifikation beschränkt. Der Schwerpunkt liegt bei Pflanzen zur Holznutzung einerseits und bei der Nutzung als Zierpflanze in Parks und Gärten. Daher ist Dendrologie als Wissenschaft im Wesentlichen nur in forstwissenschaftlichen und gartenbaulichen Einrichtungen vertreten.
Als Begründer der Dendrologie gilt der griechische Philosoph und Naturforscher Theophrastos von Eresos.